# جان گیلارد
جان گیلارد (به انگلیسی: John Gaillard) سناتور سابق عضو حزب دموکرات ایالات متحده آمریکا بود. وی در سال ۱۸۰۵ تا ۱۸۲۴ و ۱۸۲۴ تا ۱۸۲۶ میلادی سناتور ایالت کارولینای جنوبی در سنای ایالات متحده آمریکا بود.